# یان ژونتی
یان ژونتی (زاده ۲۶ دسامبر ۱۹۸۱) یک بازیکن هندبال اهل فرانسه است. او به همراه تیم ملی هندبال فرانسه به مدال طلای بازی‌های المپیک تابستانی ۲۰۲۰ رسید.